# Törékeny holmik
A Törékeny holmik (Fragile Thing) Neil Gaiman harmadik, 2006-ban megjelent novellagyűjteménye, mely 31 történetet tartalmaz.
Magyarul 2008-ban jelent meg az Agave Könyvek jóvoltából.

## Tartalomjegyzék
- Smaragdzöld tanulmány (A Study in Emerald)
- Tündérverkli (The Fairy Reel)
- Október a székben (October in the Chair)
- A titkos kamra (The Hidden Chamber)
- Arcasincs pórok átokvert arái az iszonytató szomj éjének tiltott zugolyában (Forbidden Brides of the Faceless Slaves in the Secret House of the Night of Dread Desire)
- Kavicsok az Emlék fasorról (The Flints of Memory Lane)
- Záróra (Closing Time) T
- Befásulni (Going Wodwo)
- Keserű zacc (Bitter Grounds)
- A másik (Other People)
- Emlékek és kincsek (Keepsakes and Treasures)
- Gondtalan boldogság derék fiúknak adatik (Good Boys Deserve Favors)
- A tények Miss Finch távozásának ügyében (The Facts in the Case of the Departure of Miss Finch)
- Különös kislányok (Strange Little Girls)
- Harlekin szeret (Harlequin Valentine)
- Szössz… (Locks)
- Susan problémája (The Problem of Susan)
- Utasítások (Instructions)
- Szerinted milyen érzés? (How Do You Think It Feels?)
- Az én életem (My Life)
- Tizenöt nagyarkánum a vámpírtarot-ból (Fifteen Painted Cards from a Vampire Tarot)
- Falatok és falatozók (Feeders and Eaters)
- Kórokozó krupp (Diseasemaker’s Croup)
- Végezetül (In the End)
- Góliát (Goliath)
- Lapok egy cipődobozban talált naplóból, amit egy Greyhound-buszon felejtettek, valahol félúton az oklahomai Tulsa és a kentuckyi Louisville között (Pages from a Journal Found in a Shoebox Left in a Greyhound Bus Somewhere Between Tulsa, Oklahoma, and Louisville, Kentucky)
- Hogyan beszélgessünk bulin csajokkal (How to Talk to Girls at Parties)
- A csészealjak eljövetelének napja (The Day the Saucers Came)
- A napmadár (Sunbird)
- Aladdin a kalapból (Inventing Aladdin)
- A völgy császára (The Monarch of the Glen)

## Magyarul
- Törékeny holmik; ford. Gálla Nóra et al.; Agave Könyvek, Bp., 2008, 2017